# Tawriya
Der arabische Begriff tawriya (auch: tauriya, تورية; auch īhām / ايهام) bedeutet „Täuschung“, „Verheimlichung“; „zweideutige Anspielung/Andeutung“ und „Doppelsinn“.
Es handelt sich um einen Terminus der arabischen Literaturtheorie für die Bezeichnung der „nahen“ Bedeutung eines Wortes, in dem eine „erweiterte“ Bedeutung durch den Dichter „versteckt“ wird. Auch für das Verstehen und Übersetzen des Korans ist die Erfassung der versteckten Bedeutung von großer Wichtigkeit.
Erst im 14. Jahrhundert widmete der Gelehrte as-Safadi diesem Phänomen eine monographische Abhandlung. Andere islamische Gelehrte haben Versuche unternommen, in der altarabischen Poesie tawriya/īhām nachzuweisen. Manche glauben sogar, dieses Phänomen selbst im Koran gefunden zu haben; denn in Sure 20, Vers 5 heißt es: 

„Der Barmherzige hat sich auf dem Thron zurechtgesetzt (um die Welt zu regieren)“

Zurechtgesetzt ist hier die „nahe“ Bedeutung, um die Welt zu regieren die versteckte. Das arabische Verb istawā / استوى hat hier nicht die Bedeutung „gleichmäßig sein“, „sich aufrichten“, sondern „beherrschen“, „(den Thron) allein für sich haben“. Die islamische Koranexegese (tafsir) hat das Verb in den entsprechenden Koranversen eingehend erörtert. (Übersetzung des Verses durch Rudi Paret; siehe auch Sure 7, Vers 54; Sure 10, Vers 3 und andere). 
Während der Herrschaft der Mu'tazila ist der obige Koranvers bei der Definition der Attribute Gottes mehrfach herangezogen worden.
Für den in Syrien geborenen deutschen Buchautor und Politologen Bassam Tibi bedeutet „Īhām“ heute auch eine taktische Methode von im (westlichen) Ausland organisierten muslimischen Verbandsfunktionären, trotz „Lippenbekenntnissen zum demokratisch-gemäßigten Islam... ihre Islamisierungspolitik zu verdecken“: „Wie wird die Islamisierungspolitik betrieben? Es werden vorwiegend zwei Instrumente eingesetzt... 2. Das Instrument des christlich-islamischen Dialogs, der von Täuschung im Sinne von Iham dominiert wird...“